# San Isidro (Apizaco)
Colonia San Isidro anteriormente conocido como San Isidro Apizaquito, es una localidad mexicana, ubicada en el municipio de Apizaco, en el estado de Tlaxcala.

## Geografía
Se encuentra a una altitud de 2 400 m s. n. m., a 3 km de la cabecera municipal, la ciudad de Apizaco.

## Demografía

### Población
Conforme al Censo de Población y Vivienda 2022222 realizado por el Instituto Nacional de Estadística y Geografía (INEGI) con fecha censal del 12 de junio de 2010, Colonia San Isidro contaba hasta ese año con un total de 2419 habitantes, de dicha cifra, 1165 eran hombres y 1254 eran mujeres.
| Gráfica de evolución demográfica de Colonia San Isidro entre 1900 y 2010                                     |
| |
| Instituto Nacional de Estadística y Geografía. «Archivo histórico de localidades». Consultado el 23-11-2008. |